# Patnongon (Antique)
Patnongon is een gemeente in de Filipijnse provincie Antique op het eiland Panay. Bij de laatste census in 2007 had de gemeente bijna 34 duizend inwoners.

## Geografie

### Bestuurlijke indeling
Patnongon is onderverdeeld in de volgende 36 barangays:
| - Alvañiz - Amparo - Apgahan - Aureliana - Badiangan - Bernaldo A. Julagting - Carit-an - Cuyapiao - Villa Elio - Gella - Igbarawan - Igbobon | - Igburi - La Rioja - Mabasa - Macarina - Magarang - Magsaysay - Padang - Pandanan - Patlabawon - Poblacion - Quezon - Salaguiawan | - San Rafael - Tobias Fornier - Tamayoc - Tigbalogo - Villa Crespo - Villa Cruz - Villa Flores - Villa Laua-an - Villa Sal - Villa Salomon - Vista Alegre |

## Demografie
Patnongon had bij de census van 2007 een inwoneraantal van 33.694 mensen. Dit zijn 2.139 mensen (6,8%) meer dan bij de vorige census van 2000. De gemiddelde jaarlijkse groei komt daarmee uit op 0,91%, hetgeen lager is dan het landelijk jaarlijks gemiddelde over deze periode (2,04%).